# 温州医科大学
温州医科大学（おんしゅういかだいがく、英語: Wenzhou Medical University）は、浙江省温州市甌海区茶山高教園区に本部を置く中華人民共和国の国立大学。1912年創立、1958年大学設置。

## 概要
1912年に前身の浙江医学専門学校が設立されたことに始まる。現在は3つのキャンパスで構成されている。1999年8月には、医学、理学、工学、経営学、文学、そして法学をまたぐ6学問分野を24の学部専攻を持つ仁済学院（独立学院）を設立。温州医科大学附属平陽医院は、（浙江大学）浙江大学医学院附属第一医院、浙江大学医学院附属第二医院や中国人民解放軍海軍総合病院との共同病院の機能を持っている。2020年6月、温州医科大学付属眼視光医院と眼視光学院がメニコンと業務提携を結んだ。
　

## 沿革

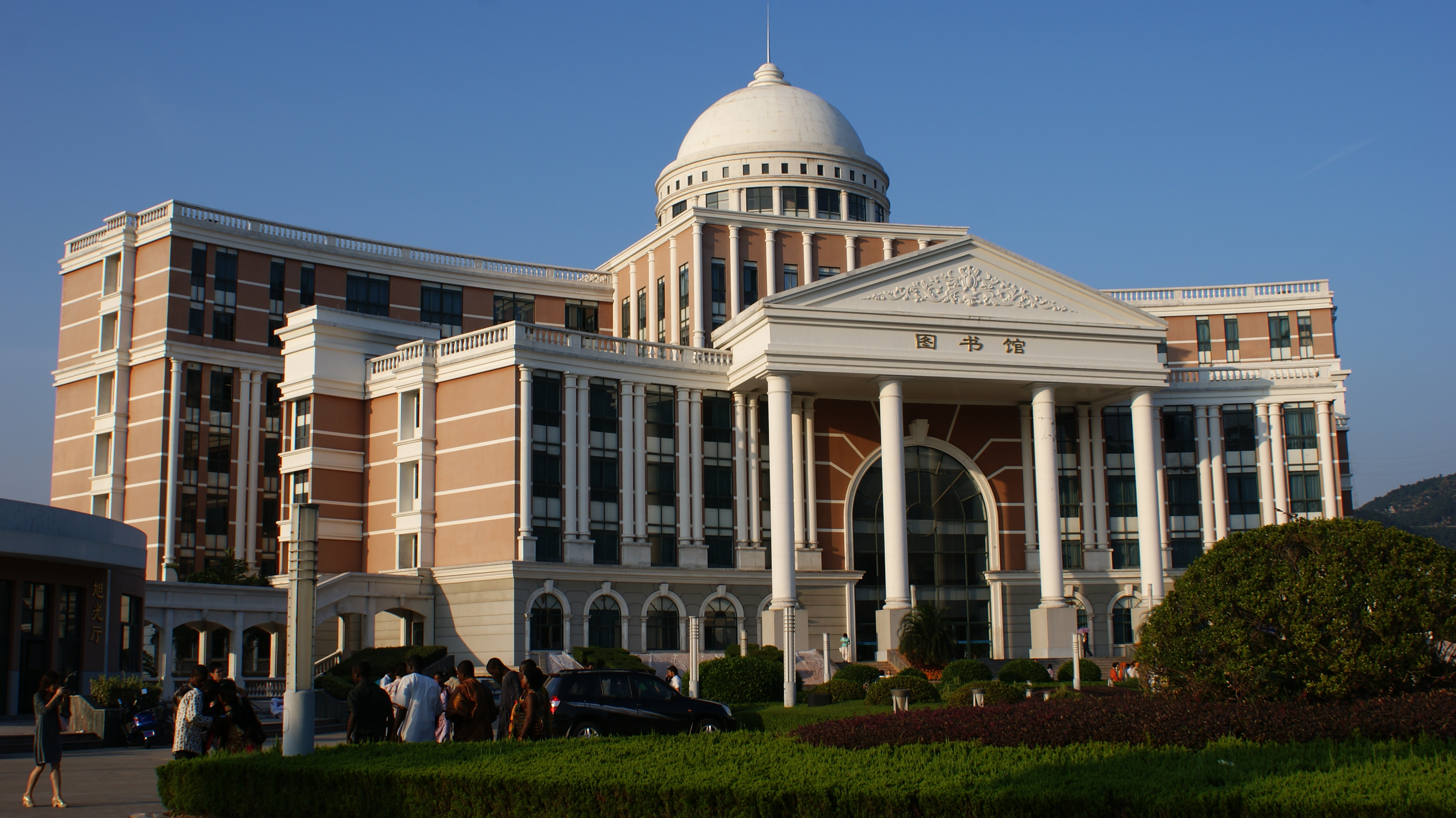
茶山校区の図書館

- 1912年6月 前身の浙江医学専門学校が設立。
- 1913年 浙江省公立医薬専門学校に改称。
- 1927年8月 浙江省立医薬専門学校に改称。
- 1931年8月 浙江省立医薬専科学校に改称。
- 1937年 瑞安市人民医院（現・温州医科大学附属第三医院）が開院。
- 1939年8月 英士大学医学院に改称。
- 1939年 平陽県人民医院（現・温州医科大学附属平陽医院）が開院。
- 1940年 台州市第一人民医院（現・温州医科大学附属黄岩医院）
- 1941年 温嶺市第一人民医院（現・温州医科大学附属温嶺医院）が開院。
- 1943年 浙江省立医薬専科学校に改称。
- 1947年 浙江省立医学院に改称。
- 1952年 1946年3月に設立された浙江大学医学院と合併し、浙江医学院となる。

浙江医学院は後の浙江医科大学を経て現在の浙江大学医学院となる。
- 1958年8月 本校の系譜となる浙江第二医学院が設立。
- 1958年10月 温州医学院と改称。
- 1978年 大学院を開設。
- 1998年 温州医科大学附属眼視光医院が開院。
- 1999年 温州医科大学口腔病学部が発足（後の口腔医学院）。
- 1999年8月 温州医科大学 仁済学院（独立学院）が設立。
- 2013年 温州医科大学に改称。
- 2020年4月 病毒研究院を開設[2]。

## 学部
- 基礎医学院
- 検査医学院（生命科学学院）
- 薬学院
- 看護学院
- 公共衛生管理学院
- マルクス主義学院（哲学社会科学部）
- 体育科学部
- 外国語学院
- 第二臨床医学院
- 第一臨床医学院（情報工学学院）
- 眼視光学院（生物医学工程学院）
- 口腔医学院
- 精神医学学院

## 付属病院

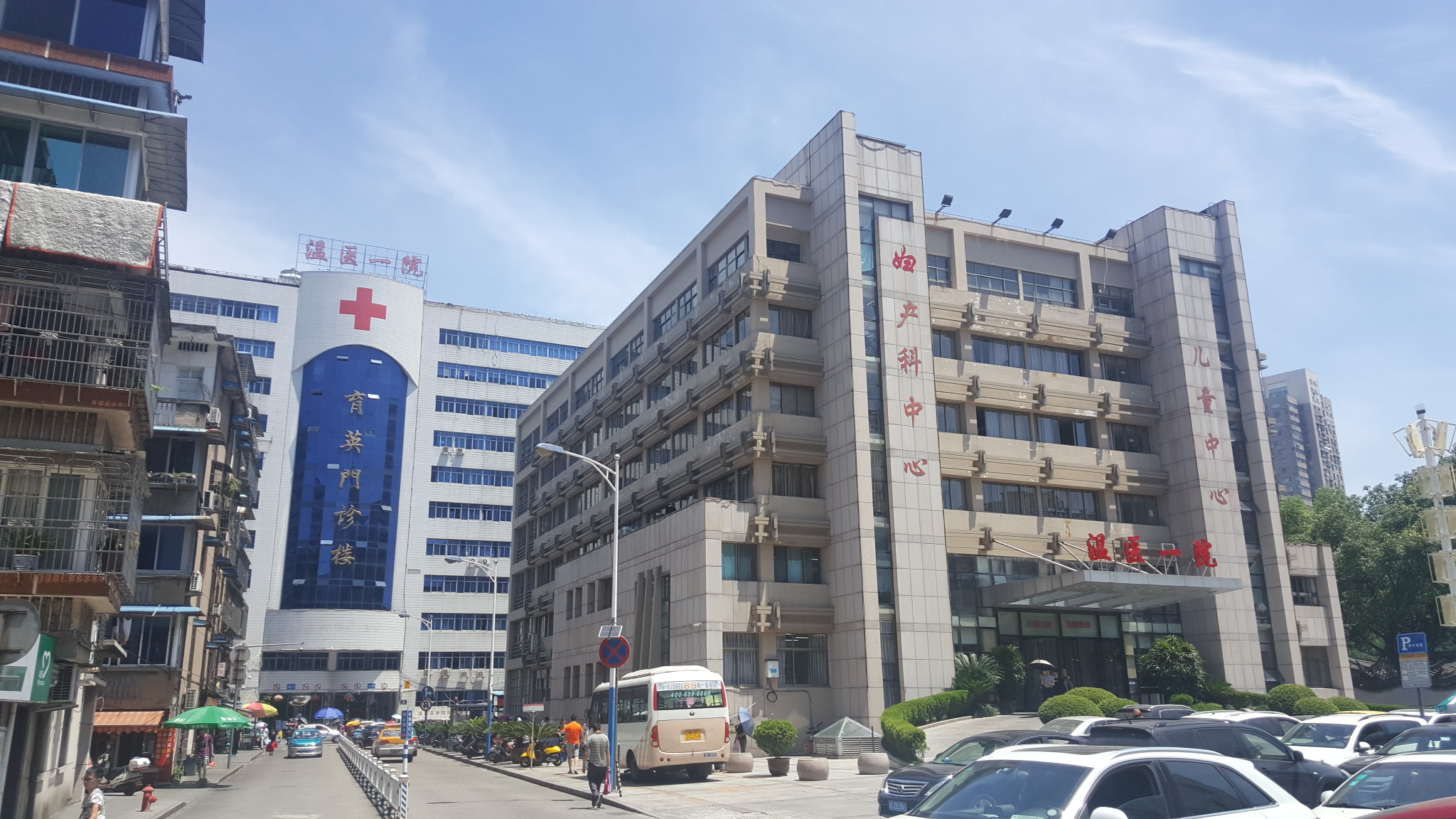
温州医科大学附属第一医院公園路老院区

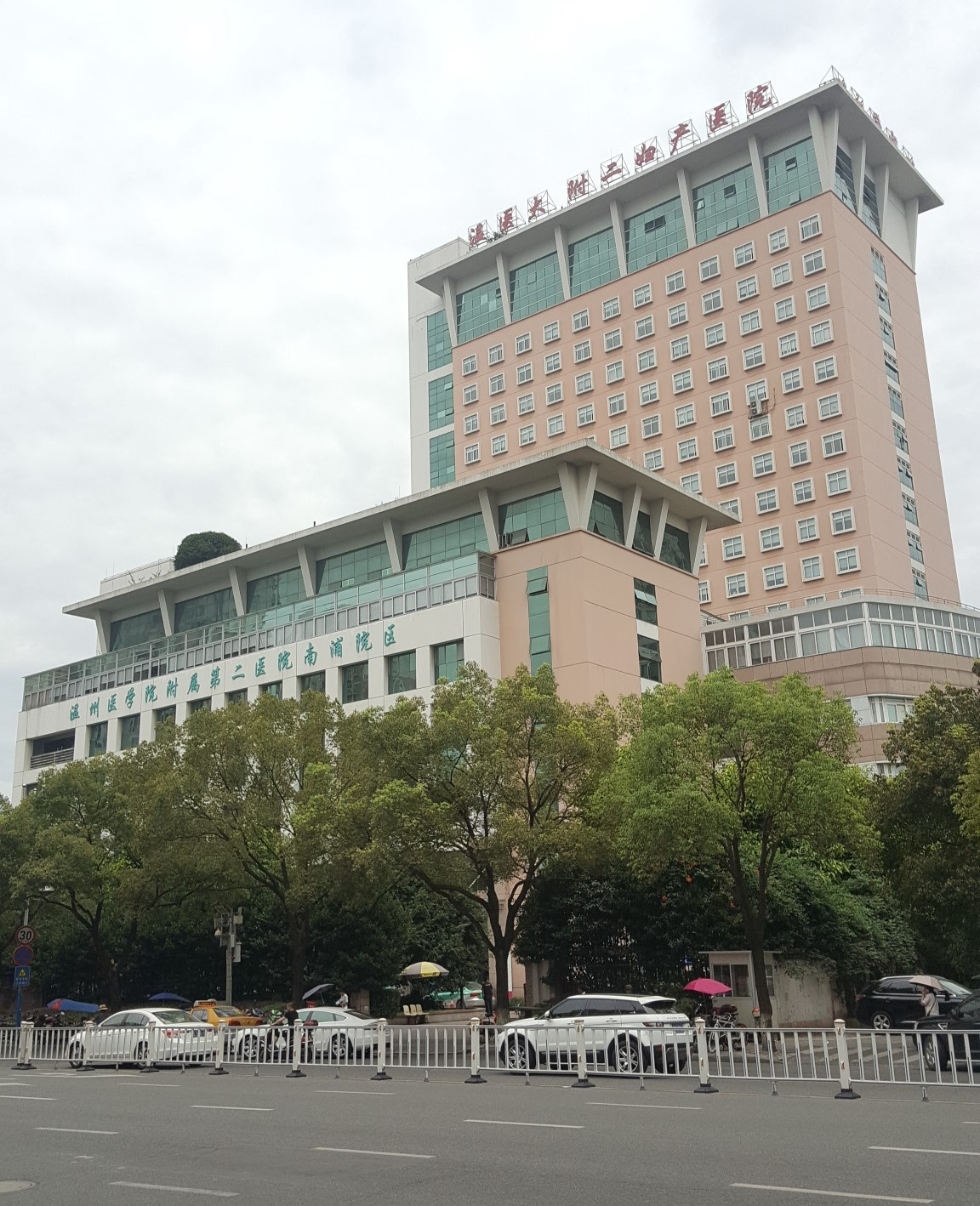
温州医科大学附属第二医院南浦院区（育英児童医院）

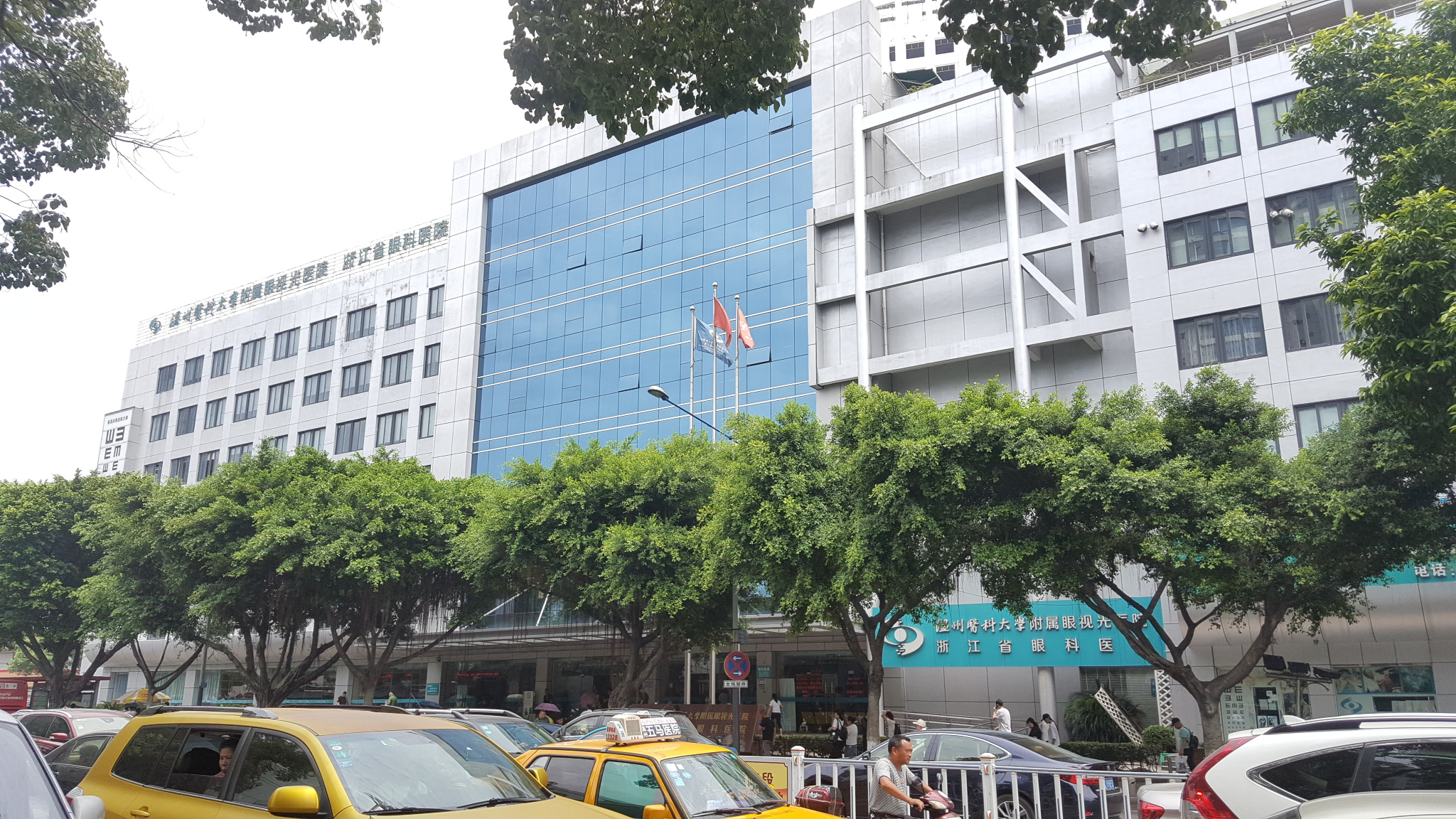
温州医科大学附属眼視光医院（浙江省眼科医院）

- 温州医科大学附属第一医院（中国語版）
- 温州医科大学附属第二医院（中国語版）（育英児童医院、第二臨床医学院）
- 温州医科大学附属眼視光医院（中国語版）（浙江省眼科医院）
- 温州医科大学附属口腔医院（口腔医学院）
- 温州医科大学附属第三医院（瑞安市人民医院）
- 温州医科大学附属台州医院（浙江省台州医院）
- 温州医科大学附属第五医院（麗水市中心医院、浙江大学麗水医院）
- 温州医科大学附属第六医院（麗水市人民医院、麗水学院附属第一医院）
- 温州医科大学附属温嶺医院（温嶺市第一人民医院）
- 温州医科大学慈渓医院（慈渓市人民医院）
- 温州医科大学附属楽清医院（楽清市人民医院）
- 温州医科大学定理臨床学院（温州市中心医院、温州市腫瘍医院、温州市医薬科学研究所）
- 温州医科大学温州市第三臨床学院（温州市人民医院）
- 温州医科大学附属東陽医院（東陽市人民医院）
- 温州医科大学附属義烏医院（義烏市中心医院）
- 温州医科大学附属諸曁医院（諸曁市人民医院）
- 温州医科大学附属舟山医院（舟山医院、浙江大学船山医院）
- 温州医科大学附属黄岩医院（台州市第一人民医院）
- 温州医科大学附属康寧医院（温州康寧医院）
- 温州医科大学附属象山医院（寧波市第四人民医院）
- 温州医科大学附属蒼南医院（蒼南県人民医院）
- 温州医科大学附属新昌医院（新昌県人民医院）
- 温州医科大学附属杭州市児童医院（杭州市児童医院）
- 温州医科大学附属湖州医院（湖州市中心医院、湖州師範学院浙北臨床医学院）
- 温州医科大学附属附属嘉興市婦女児童医院（嘉興市婦女児童医院）
- 温州医科大学附属附属蕭山医院（杭州市蕭山区第一人民医院）
- 温州医科大学附属平陽医院（平陽県人民医院）

## 対外関係

### 日本における協定校
- 東京歯科大学
- 常葉大学
- 北陸大学
- 産業医科大学
- 熊本大学
- 宮崎大学